# Lycium distichum
Lycium distichum là loài thực vật có hoa trong họ Cà. Loài này được Meyen mô tả khoa học đầu tiên năm 1834.